# Cheval attaqué par un lion (Géricault)
Pour les articles homonymes, voir Cheval attaqué par un lion.
Cheval attaqué par un lion est une peinture à l'huile sur toile, réalisée par Théodore Géricault entre 1820 et 1821. Inspirée des tableaux du même nom peints par George Stubbs, elle représente un cheval blanc en souffrance, mordu par un lion qui lui a sauté sur la croupe. 
Ce tableau est conservé au département des peintures du musée du Louvre, à Paris.

## Réalisation
La peinture est créée entre 1820 et 1821 selon Rio et Chenique, le musée du Louvre indiquant une création durant le premier quart du XIXe siècle. Cette peinture fait partie des représentations de chevaux par Théodore Géricault, qui en a fait le sujet majeur de son œuvre.
Géricault s'est inspiré du Cheval attaqué par un lion de George Stubbs, et en a réalisé plusieurs copies. Il travaille notamment sur une lithographie à la mine de plomb, puis sur une encre de Chine couleur sépia. Ce travail est réalisé pendant son séjour en Angleterre.
La version du Louvre est inspirée d'une gravure de R. Laurie, elle-même inspirée d'un tableau de Stubbs.

## Description
La peinture représente un cheval blanc qui se défend contre l'attaque d'un lion qui se trouve sur son dos. Patrick Grainville juge cette version « moins étonnante » que celle de Stubbs.
Le tableau mesure 54 × 65 cm,. Il s'agit d'une peinture à l'huile sur toile,.

## Parcours du tableau
L'un des dessins au lavis préparatoires à cette peinture est entré dans la collection Caïn et s'y trouvait en 1884, selon la Gazette des beaux-arts.
Le tableau est conservé au musée du Louvre, dans le département des peintures.